# Bart Swings
Bart Swings (* 12. února 1991 Herent) je belgický rychlobruslař a inline bruslař.
Od roku 2009 pravidelně získává medaile na evropských i světových šampionátech v inline bruslení. Jako rychlobruslař debutoval v roce 2010, kdy poprvé vyhrál belgické mistrovství, na začátku roku 2011 startoval na evropském šampionátu, kde skončil na 19. místě. O několik týdnů později startoval poprvé i na Světovém poháru a posléze i na Mistrovství světa na jednotlivých tratích (5000 m – 17. místo). Na vícebojařském světovém šampionátu 2012 se umístil na deváté příčce, výrazných úspěchů dosáhl v sezóně 2012/2013, kdy skončil pátý na Mistrovství Evropy a třetí na Mistrovství světa ve víceboji. Startoval na Zimních olympijských hrách 2014, kde byl v závodě na 5000 m čtvrtý, na kilometru dobruslil na 23. příčce, na patnáctistovce se umístil desátý a distanci 10 km zvládl v pátém nejrychlejším čase. Z ME 2016 si přivezl stříbrnou medaili, o rok později vybojoval bronz. Zúčastnil se Zimních olympijských her 2018, kde v závodech na 1500 a 5000 m skončil shodně na 6. místě, na trati 10 km se umístil na 8. příčce a v závodě s hromadným startem získal stříbrnou medaili. V sezónách 2017/2018 a 2019/2020 zvítězil v celkové klasifikaci Světového poháru v závodech s hromadným startem. Na ME 2020 získal v závodě s hromadným startem zlatou medaili. V ročníku 2020/2021 Světového poháru zvítězil v celkovém hodnocení v závodech s hromadným startem a v této disciplíně vybojoval bronzovou medaili i na světovém šampionátu 2021. Na ME 2022 obhájil zlatou medaili v závodě s hromadným startem a o několik týdnů později se v téže disciplíně stal olympijským vítězem na Zimních olympijských hrách 2022. Na ZOH 2022 startoval také na tratích 1500 m (13. místo), 5000 m (7. místo) a 10 000 m (10. místo) a krátce poté získal bronzovou medaili na Mistrovství světa ve víceboji 2022. V sezóně 2021/2022 podruhé obhájil prvenství v celkovém hodnocení Světového poháru v závodech s hromadným startem.
Na Světových hrách 2013 v Cali vyhrál závody v inline bruslení na 10 km na dráze a 20 km na silnici, byl druhý na 1 km na dráze a 10 km na silnici. Vyhrál Berlínský maraton inline bruslařů v letech 2013 a 2014, je zde také držitelem traťového rekordu. V červenci 2015 byl členem vítězného družstva závodu 24 hodin Le Mans v inlinovém bruslení, kde také zajel nejrychlejší kolo.